# (21461) Alexchernyak
(21461) Alexchernyak (1998 HS60) – planetoida z pasa głównego asteroid okrążająca Słońce w ciągu 3,28 lat w średniej odległości 2,21 j.a. Odkryta 21 kwietnia 1998 roku.